# Vuelta (ángulo)

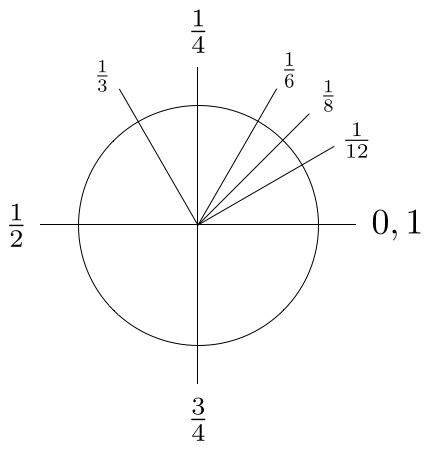
Rotaciones en sentido contrario a las agujas del reloj alrededor del punto central, donde una rotación completa es igual a 1 vuelta

Una vuelta es una unidad de medida angular igual a 2π radianes, 360 grados o 400 gonios. A su vez, también se conoce como ciclo, revolución (abreviada rev), rotación completa (abreviada rot) o círculo completo. 
Subdivisiones usuales de una vuelta son la media vuelta, un cuarto de vuelta, una centésima, una milésima, o un punto del compás.
Una vuelta se puede dividir en 100 centivueltas o en 1000 milivueltas. Cada milivuelta corresponde a un ángulo de 0,36°, que también se puede escribir como 21′ 36″. Un transportador dividido en centivueltas normalmente se llama un transportador de porcentaje.
También se utilizan fracciones binarias de una vuelta. Los marinos han dividido tradicionalmente una vuelta en 32 puntos del compás. El grado binario, también conocido como radián binario (o Brad), es 1/256 de vuelta. El grado binario se usa en computación para que un ángulo pueda representarse con la máxima precisión posible con un solo byte. Otras medidas de ángulo utilizadas en la computación pueden basarse en dividir un giro completo en 2n partes iguales para otros valores de n.
La noción de vuelta se usa comúnmente para rotaciones planas.

## Historia
La palabra vuelta procede del latín vulgar *volŭta, y este del latín volūta, participio pasado de volvĕre 'hacer rodar, voltear', 'enrollar', 'desenrollar'.
En 1697, David Gregory usó π/ρ (pi sobre rho) para denotar el perímetro de un círculo (es decir, la longitud de su circunferencia) dividida por su radio. Sin embargo, a principios de 1647, William Oughtred había usado δ/π (delta sobre pi) para la relación del diámetro respecto al perímetro. El primer uso del símbolo π por sí mismo con su significado actual (del perímetro dividido por el diámetro) data de 1706, por el matemático galés William Jones. Euler adoptó el símbolo con ese significado en 1737, lo que llevó a su uso generalizado. 
Los transportadores de porcentaje han existido desde 1922, pero los términos centivuelta y milivuelta fueron introducidos mucho más tarde por Fred Hoyle.

## Símbolos de la unidad
La norma alemana DIN 1315 (1974-03) propuso como símbolo de la unidad la abreviatura pla (del latín: plenus angulus, "ángulo completo") para las vueltas. Desde 2011, los lenguajes gráficos HP 39gII y HP Prime son compatibles con el símbolo de la unidad tr para vuelta. En 2016, también se agregó al código newRPL para el HP 50g. En junio de 2017, para la versión 3.6, el lenguaje de programación Python adoptó el nombre tau para representar el número de radianes en una vuelta.
La norma ISO 80000-3:2006 menciona que la unidad de nombre revolución con el símbolo r se utiliza con máquinas rotativas, así como el uso del término vuelta para indicar una rotación completa. El estándar IEEE 260.1:2004 también denomina la unidad como rotación, con el símbolo r.

## Conversión de unidades

La circunferencia del círculo unitario (cuyo radio es uno) mide 2π

Una vuelta es igual a 2π (≈ 6.283185307179586) radianes.
| Revolución     | Radian  | Radian  | Radian        | Grado sexagesimal | Gradián | Miliradián  | Miliradián  | Miliradián      | Puntos del compás |
| -------------- | ------- | ------- | ------------- | ----------------- | ------- | ----------- | ----------- | --------------- | ----------------- |
| 0 de circulo   | 0 rad   | 0 rad   | 0 rad         | 0°                | 0g      | 0 mrad      | 0 mrad      | 0 mrad          | 0 pt              |
| 172 de circulo | π36 rad | 𝜏72 rad | ≈ 0,08727 rad | 5°                | 509g    | 250π9 mrad  | 125𝜏9 mrad  | ≈ 87,266 mrad   | 49 pt             |
| 124 de circulo | π12 rad | 𝜏24 rad | ≈ 0,2618 rad  | 15°               | 503g    | 250π3 mrad  | 125𝜏3 mrad  | ≈ 261,799 mrad  | 43 pt             |
| 116 de circulo | π8 rad  | 𝜏16 rad | ≈ 0,3927 rad  | 22,5° o 22°30′    | 25g     | 125π mrad   | 125𝜏2 mrad  | ≈ 392,699 mrad  | 2 pt              |
| 112 de circulo | π6 rad  | 𝜏12 rad | ≈ 0,5236 rad  | 30°               | 1003g   | 500π3 mrad  | 250𝜏3 mrad  | ≈ 523,599 mrad  | 83 pt             |
| 110 de circulo | π5 rad  | 𝜏10 rad | ≈ 0,6283 rad  | 36°               | 40g     | 200π mrad   | 100𝜏 mrad   | ≈ 628,319 mrad  | 165 pt            |
| 18 de circulo  | π4 rad  | 𝜏8 rad  | ≈ 0,7854 rad  | 45°               | 50g     | 250π mrad   | 125𝜏 mrad   | ≈ 785,398 mrad  | 4 pt              |
| 12π de circulo | 1 rad   | 1 rad   | 1 rad         | 180π°             | 200πg   | 1000 mrad   | 1000 mrad   | 1000 mrad       | 16π pt            |
| 16 de circulo  | π3 rad  | 𝜏6 rad  | ≈ 1,047 rad   | 60°               | 2003g   | 1000π3 mrad | 500𝜏3 mrad  | ≈ 1047,198 mrad | 163 pt            |
| 15 de circulo  | 2π5 rad | 𝜏5 rad  | ≈ 1,257 rad   | 72°               | 80g     | 400π mrad   | 200𝜏 mrad   | ≈ 1256,637 mrad | 325 pt            |
| 14 de circulo  | π2 rad  | 𝜏4 rad  | ≈ 1,571 rad   | 90°               | 100g    | 500π mrad   | 250𝜏 mrad   | ≈ 1570,796 mrad | 8 pt              |
| 13 de circulo  | 2π3 rad | 𝜏3 rad  | ≈ 2,094 rad   | 120°              | 4003g   | 2000π3 mrad | 1000𝜏3 mrad | ≈ 2094,395 mrad | 323 pt            |
| 25 de circulo  | 4π5 rad | 2𝜏5 rad | ≈ 2,513 rad   | 144°              | 160g    | 800π mrad   | 400𝜏 mrad   | ≈ 2513,274 mrad | 645 pt            |
| 12 de circulo  | π rad   | 𝜏2 rad  | ≈ 3,142 rad   | 180°              | 200g    | 1000π mrad  | 500𝜏 mrad   | ≈ 3141,593 mrad | 16 pt             |
| 34 de circulo  | 3π2 rad | 3𝜏4 rad | ≈ 4,712 rad   | 270°              | 300g    | 1500π mrad  | 750𝜏 mrad   | ≈ 4712,389 mrad | 24 pt             |
| 1 circulo      | 2π rad  | 𝜏 rad   | ≈ 6,283 rad   | 360°              | 400g    | 2000π mrad  | 1000𝜏 mrad  | ≈ 6283,185 mrad | 32 pt             |

1. ↑  En esta tabla, 𝜏 equivale a 2π.

## Propuestatau

Un arco de círculo con la misma longitud que el radio de ese círculo corresponde a un ángulo de 1 radián. Un círculo completo corresponde a un giro completo, o aproximadamente 6.28 radianes, que se expresa aquí usando la letra griega tau (τ)

En 2001, Bob Palais propuso usar el número de radianes en una vuelta como constante fundamental del círculo (en lugar de π, que equivale al número de radianes de media vuelta), para hacer que las matemáticas sean más sencillas e intuitivas. Su propuesta utilizó un símbolo de "pi con tres patas" para denotar la constante ({\displaystyle \pi \!\;\!\!\!\pi } = 2 π).
En 2010, Michael Hartl propuso usar tau para representar la constante del círculo de Palais: τ = 2π . Argumentó dos razones:
- Primero, τ es el número de radianes en una vuelta, que permitiría expresar las fracciones de una vuelta más directamente: por ejemplo, 3/4 de vuelta estaría representado como 34τ  rad, en lugar de 32π rad.

- Segundo, τ se asemeja visualmente a π, cuya asociación con la constante del círculo es inevitable.[15]

En su Manifiesto de Tau, Hartl da muchos ejemplos de fórmulas que se afirma que son más claras cuando se usa tau en lugar de pi.
La constante τ está disponible en la calculadora de Google y en varios lenguajes de programación como Python, Perl, Processing, y Nim. También se ha utilizado en al menos un artículo de investigación matemática, escrito por el promotor de τ P. Harremoës.
Ninguna de estas propuestas recibió inicialmente una aceptación generalizada por parte de las comunidades matemática y científica.
Sin embargo, el uso de  τ se ha vuelto más popular, especialmente en aplicaciones informáticas. Por ejemplo:
- En 2012, el sitio web educacional Khan Academy empezó a aceptar respuestas dadas en términos de τ.[28]
- La constante τ está disponible en la calculadora de Google, calculadora gráfica Desmo[29] y en múltiples lenguajes de programación, tales como Python,[30][31] Raku,[32] Processing,[33] Nim,[34] Rust,[35] GDScript,[36] Unreal_Engine,[37] Java,[38][39] .NET,[40][41] Odin,[42] y Julia.[43] Adicinalmente, Liberty Eiffel planea implementar el uso de tau.[44]
- Un artículo matemático de investigación ha sido publicado [45] (autoría del promotor de τ Peter Harremoës).[46]
- La función de conversión de ángulos del iPhone expresa las vueltas en términos de τ.[47]

La siguiente tabla muestra la forma de diversas identidades expresadas usando τ = 2π en vez de {\displaystyle {\pi }}. Para una lista más completa, vea Fórmulas que contienen {\displaystyle {\pi }}.
| Formula                                              | Usando {\displaystyle {\pi }} | Usando τ | Notas |
| ---------------------------------------------------- | --- | --- | --- |
| Ángulo subtendido por 14 de circunferencia           | {\displaystyle {\color {orangered}{\frac {\pi }{2}}}{\text{ rad}}} | {\displaystyle {\color {orangered}{\frac {\tau }{4}}}{\text{ rad}}}                                                                                     | τ4 rad = 14 vuelta                                                                                           |
| Circunferencia de un círculo                         | {\displaystyle C={\color {orangered}2\pi }r} | {\displaystyle C={\color {orangered}\tau }r} | La longitud de un arco de ángulo θ es L = θr.                                                                |
| Área del círculo                                     | {\displaystyle A={\color {orangered}\pi }r^{2}} | {\displaystyle A={\color {orangered}{\frac {1}{2}}\tau }r^{2}}                                                                                          | El área del Sector circular de ángulo θ es A = 12θr2.                                                        |
| Área de un polígono regular con circunradio unitario | {\displaystyle A={\frac {n}{2}}\sin {\frac {\color {orangered}2\pi }{n}}} | {\displaystyle A={\frac {n}{2}}\sin {\frac {\color {orangered}\tau }{n}}}                                                                               | |
| Relaciones recurrentes del volumen de una n-esfera   | {\displaystyle V_{n}(r)={\frac {r}{n}}S_{n-1}(r)} {\displaystyle S_{n}(r)={\color {orangered}2\pi }rV_{n-1}(r)}                                                                                 | {\displaystyle V_{n}(r)={\frac {r}{n}}S_{n-1}(r)} {\displaystyle S_{n}(r)={\color {orangered}\tau }rV_{n-1}(r)}                                         | V0(r) = 1 S0(r) = 2                                                                                          |
| Fórmula integral de Cauchy                           | {\displaystyle f(a)={\frac {1}{{\color {orangered}2\pi }i}}\oint _{\gamma }{\frac {f(z)}{z-a}}\,dz}                                                                                             | {\displaystyle f(a)={\frac {1}{{\color {orangered}\tau }i}}\oint _{\gamma }{\frac {f(z)}{z-a}}\,dz}                                                     | {\displaystyle \gamma } es el contorno de un disco en el plano complejo al cual pertenece {\displaystyle a}. |
| Distribución normal                                  | {\displaystyle \varphi (x)={\frac {1}{\sqrt {\color {orangered}2\pi }}}e^{-{\frac {x^{2}}{2}}}}                                                                                                 | {\displaystyle \varphi (x)={\frac {1}{\sqrt {\color {orangered}\tau }}}e^{-{\frac {x^{2}}{2}}}}                                                         | |
| Fórmula_de_Stirling                                  | {\displaystyle n!\sim {\sqrt {{\color {orangered}2\pi }n}}\left({\frac {n}{e}}\right)^{n}} | {\displaystyle n!\sim {\sqrt {{\color {orangered}\tau }n}}\left({\frac {n}{e}}\right)^{n}}                                                              | |
| Raíces n-ésimas de la unidad                         | {\displaystyle e^{{\color {orangered}2\pi }i{\frac {k}{n}}}=\cos {\frac {{\color {orangered}2}k{\color {orangered}\pi }}{n}}+i\sin {\frac {{\color {orangered}2}k{\color {orangered}\pi }}{n}}} | {\displaystyle e^{{\color {orangered}\tau }i{\frac {k}{n}}}=\cos {\frac {k{\color {orangered}\tau }}{n}}+i\sin {\frac {k{\color {orangered}\tau }}{n}}} | |
| Constante de Planck                                  | {\displaystyle h={\color {orangered}2\pi }\hbar } | {\displaystyle h={\color {orangered}\tau }\hbar } | ħ es la constante de Dirac.                                                                                  |
| Frecuencia angular                                   | {\displaystyle \omega ={\color {orangered}2\pi }f} | {\displaystyle \omega ={\color {orangered}\tau }f} | |

## Ejemplos de uso
- Como una unidad angular, la vuelta o revolución es particularmente útil para ángulos grandes, como los utilizados para caracterizar las bobinas electromagnéticas y los objetos giratorios (véase también el número de arrollamiento).
- La velocidad angular de la maquinaria rotativa, como los motores de los automóviles, se mide comúnmente en revoluciones por minuto o RPM.
- La vuelta se utiliza en dinámicas complejas para medir ángulos externos e internos. La suma de los ángulos externos de un polígono es igual a una vuelta. Se utiliza la transformación diádica.
- Los gráficos circulares ilustran proporciones de un entero como fracciones de una vuelta. Cada porcentaje se muestra como la medida correspondiente de un ángulo en centivueltas.

## Cinemática de las vueltas
En cinemática, un giro es una rotación menor que una revolución completa. Un giro se puede representar en un modelo matemático que utiliza expresiones de números complejos o cuaterniones. En el plano complejo, cada número que no sea cero tiene una expresión en coordenadas polares z = r cis(a) = r cos(a) + ri sin(a) donde r > 0 y a está en [0, 2 pi). Un giro en el plano complejo se obtiene al multiplicar z = x + iy por un elemento u = exp(b i) que se encuentra en el círculo unitario: 
z ↦ uz .
Frank Morley se refería constantemente a los elementos del círculo unitario como giros en el libro Geometría inversa, (1933), del que fue coautor con su hijo Frank Vigor Morley.
El término latino para vuelta es versor, que es un cuaternión que puede visualizarse como un arco de un círculo máximo. El producto de dos versores puede compararse con un triángulo esférico, donde dos lados se suman al tercero. La cinemática de la rotación en tres dimensiones, se detalla en el artículo dedicado a los cuaterniones y a la rotación espacial. Esta expresión algebraica de la rotación fue iniciada por W. R. Hamilton en la década de 1840 (usando el término versor), y es un tema recurrente en las obras de N. Mukunda como "la teoría de los giros de Hamilton". 